# توماس هيوز
توماس هيوز (بالإنجليزية: Thomas McKenny Hughes)‏ (و. 1832 – 1917 م) هو إحاثي، وأستاذ جامعي، من المملكة المتحدة، ولد في آبريستويث، كان عضوًا في الجمعية الملكية، توفي في كامبريدج، عن عمر يناهز 85 عاماً.

## التعليم
تعلم في كلية الثالوث، كامبريدج.

## جوائز
حصل على جوائز منها:
- زميل في الجمعية الملكية
- Lyell Medal [الإنجليزية]‏.